# Schönesberg
Schönesberg ist ein Pfarrdorf und Ortsteil von Ehekirchen im Landkreis Neuburg-Schrobenhausen, der zum Regierungsbezirk Oberbayern in Bayern gehört. 

## Gemarkung
Zur Gemarkung gehört auch noch der Weiler Ried. Im Dezember 2022 hatte Schönesberg 255 und Ried 32 Einwohner.

## Geographie
Schönesberg liegt direkt südlich an den Hauptort Ehekirchen angrenzend auf den flachen tertiären Höhen der Aindlinger Terrassentreppe. Naturräumlich gehört es also zur Donau-Iller-Lech-Platte, die wiederum Teil des Alpenvorlandes ist, eine der Naturräumlichen Haupteinheiten Deutschlands. Ried wiederum liegt direkt südöstlich an Schönesberg angrenzend. Nach Osten öffnet sich das Donaumoos.
Durch Schönesberg hindurch verläuft in nordsüdlicher Richtung die Staatsstraße St 2035 von Neuburg an der Donau nach Augsburg. Direkt nördlich angrenzend liegt Ehekirchen, östlich bereits mitten im Donaumoos der Königsmooser Ortsteil Klingsmoos, südlich von Ried liegen Schainbach und Walda und westlich von Schönesberg liegt bereits mitten im Hügelland Haselbach.

## Geschichte

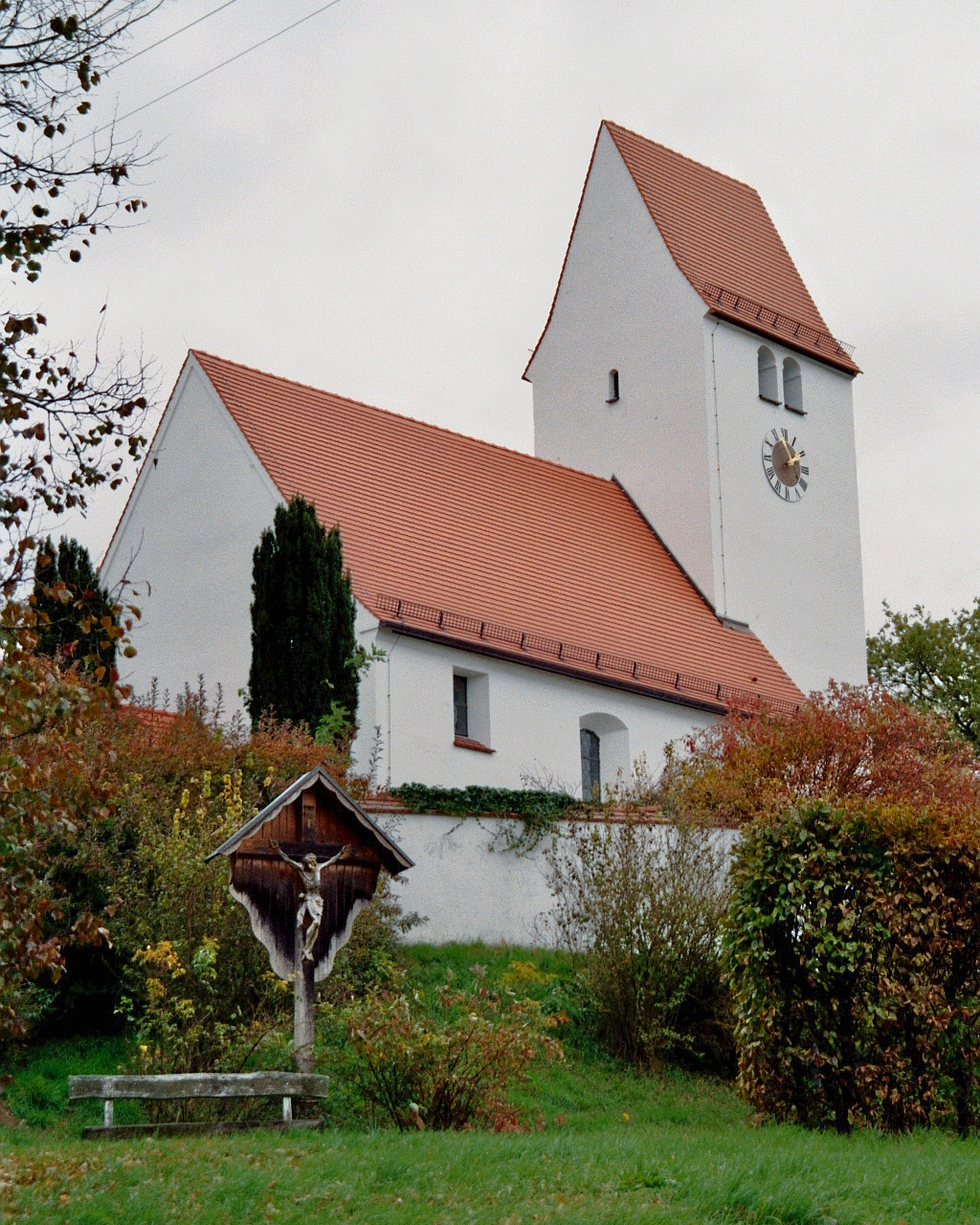
St.-Johannes-der-Täufer-Kirche in Schönesberg

Schon vor der ersten Erwähnung des Ortes war bereits die uralte Adelsfamilie Schönlein bekannt, die auf dem Berg, aus dem der Schönbach entspringt (siehe den Nachbarort Schainbach (= Schönbach)), ihren Sitz hatte. Nach ihnen wurde der Ort Schönleinsberg genannt. Belegt sind folgende Namen: Shouwenberc (1241), Schönlinsberg (1294), Schönlin (1322), Schönlisperg (1358), Schoenlensperg (1450), Schonleßperg (1498), Schenesperg (1580), Schönnesperg (1663) und seit 1671 Schönesberg. Im örtlichen westmittelbairischen Dialekt heißt der Ort Scheanasbörg.
Ried erhielt durch die Jahre folgende Schreibweisen: Ruth (1173), Ruet (1214), Riede (1230), Ryed (1350), Ried (1445), Rüedt (1580), Riedt (1671) und schließlich Ried (1780). Der Name bezeichnet eine auf Rodungsboden entstandene Siedlung. Im örtlichen westmittelbairischen Dialekt heißt der Ort Riad.
In den ältesten Urkunden – Mitte des 13. Jahrhunderts – erscheinen als Grundherren in Schönesberg die Grafen von Lechsgemünd-Graisbach und das Kloster Niederschönenfeld. Im Mittelalter war Schönesberg ein Adelssitz mit niederer Gerichtsbarkeit. Die Inhaber waren die Schönlein von Schönleinsberg (Ende 13. bis Mitte 14. Jahrhundert), die Meilinger von Schönesberg (Ende 14. Jahrhundert), Eberhard von Bachenstein (ab 1417) und schließlich ab 1430 die Wittelsbacher.
Herzog Ludwig der Reiche von Bayern schenkte schließlich seine Höfe der Universität Ingolstadt und löste die Hofmark in Schönesberg auf. Die Universität blieb bis 1848 Grundherr. Weitere Besitztümer besaßen die Freiherren von Gumppenberg aus Pöttmes und die Sandizeller. Der Ort Ried gehörte grundherrlich bis 1848 den Freiherren von Gumppenberg.
Am 1. Januar 1972 wurde die selbstständige Gemeinde Schönesberg, die zum Landkreis Neuburg an der Donau gehörte, in die Gemeinde Ehekirchen eingemeindet.

## Sehenswürdigkeiten
- Die Pfarrkirche Sankt Johannes Baptist ist ein einheitlicher Bau aus dem 14. Jahrhundert mit Chor im Ostturm. Die katholische Pfarrei Sankt Johannes Baptist in Schönesberg gehört zur Pfarreiengemeinschaft Ehekirchen.